# بام سوير
بام سوير (بالإنجليزية: Pam Sawyer)‏ هي كاتبة غنائية وشاعرة بريطانية، ولدت في 1936 في رومفورد في المملكة المتحدة.

## وصلات خارجية
- بام سوير على موقع IMDb (الإنجليزية)
- بام سوير على موقع ميوزك برينز (الإنجليزية)
- بام سوير على موقع أول ميوزيك (الإنجليزية)
- بام سوير على موقع ديسكوغز (الإنجليزية)